# Carex chordorrhiza
Espèce
Classification phylogénétique
Carex chordorrhiza est une espèce de plantes du genre Carex et de la famille des Cyperaceae.